# 小行星1224
小行星1224（1224 Fantasia）是一颗绕太阳运转的小行星，为主小行星带小行星。该小行星于1927年8月29日发现。
該小行星以幻想的拉丁語命名。

## 轨道参数
小行星1224的轨道半长轴为2.3053270 AU，离心率为0.198。